# 假面騎士ZI-O 外傳 RIDER TIME

《假面騎士ZI-O 外傳 RIDER TIME》（日语：仮面ライダージオウ スピンオフ RIDER TIME）是屬於《假面騎士ZI-O》正篇衍生作品之一，為「“Video Pass ×东映特摄 粉丝俱乐部共同企划Premium 电视剧”」的項目，總共分為（PART1『RIDER TIME 假面騎士SHINOBI』）和（PART2『RIDER TIME 假面騎士龍騎』 ）。兩套作品，之後於2021年再出兩套新作『RIDER TIME 假面騎士ZI-O VS Decade / 7人的ZI-O！』&『RIDER TIME 假面騎士Decade VS ZI-O / Decade館的死亡遊戲』。

## RIDER TIME 假面騎士SHINOBI

### 本作特色
- 本作品時間點位於《假面騎士ZI-O》EP17-EP18之後，聯動外傳《假面騎士TYCOON meets 假面騎士SHINOBI》之前[注 1]。

### 故事概要
2022年，在未來有著大人氣的『假面騎士SHINOBI』！！
TTFC提供了自三年後成功舉辦的高人氣的『忍術大會篇！』
假面騎士SHINOBI、假面騎士Hattari、闇之忍者軍團・虹蛇 ————
驅使『超忍POW！』的三方忍者大戰正式開幕！！

### 故事背景
2022年的世界
原文： / The World of 2022

忍術大會
原文：
虹蛇
原文： / Niji no Hebi
本世界觀原創惡役組織，是一批由闇忍領導的暗黑忍者軍團，疑似是造成地球資源枯竭的禍首，天草四郎時貞為該集團的首領。

### 用語
忍者法
原文：
為了在不斷被破壞的環境中求生存，日本政府實施了「忍者法案」，要求全日本的國民都得修行忍術。

### 登場人物
神藏蓮太郎（多和田任益飾）
假面騎士Shinobi的變身者。
今生勇道（財木琢磨飾）
假面騎士Hattari的變身者。
神藏紅芭（華村飛鳥飾）
神藏蓮太郎的妹妹。
蒲之師傅（姜暢雄飾）
神藏蓮太郎的師傅。

### 本作登場假面騎士

#### 假面騎士Shinobi
變身者：神藏蓮太郎（替身演員：中田裕士、CV：多和田任益）
原文： / Kamen Rider Shinobi

##### 變身模式
| 形態名稱         | 簡介                                                                                       | 外觀                                           | 能力                                                                          | 必殺技                                                                                            |
| Default 基本形態 | 身高：186.1cm 體重：86.2kg 拳擊力：6.6t 踢擊力：13.2t 跳躍力：68.0m 行動速度：100m / 3.0秒 | 全身以紫、銀、黑色為主，頭部為四方手裏劍的容貌 | 來自2022年的假面騎士。 擁有忍者般的身手，并且可自由操控火、水、風的自然現象。 | 完結忍法 原文： 該形態所屬的必殺技。 手部和腳部纏繞紫色的花札狀氣旋對敵人作連續的突擊和踢擊終結。 |

#### 假面騎士Hattari
變身者：今生勇道（替身演員：寺本翔悟、CV：財本琢磨）
原文： / Kamen Rider Hattari

##### 變身模式
| 形態名稱         | 簡介                                                                                       | 外觀                                                                             | 能力                                                                                                  | 必殺技 |
| Default 基本形態 | 身高：196.7cm 體重：92.2kg 拳擊力：6.8t 踢擊力：12.2t 跳躍力：62.0m 行動速度：100m / 3.8秒 | 全身以橙、鋼鐵藍、黑色為主，頭部為彎三方手裏劍的容貌，皮套改自假面騎士Dark Drive | 來自2022年的假面騎士。 擁有忍者般的身手，并且可自由操控冰的自然現象，也可使用忍者傀儡的召喚做群體戰。 |        |

### 本作登場道具
- 忍者驅動器

原文： / Shinobi Driver
音效：初村健矢
幪面超人忍者專用的變身腰帶。外型與時空驅動器差不多，不同的是該腰帶為銀色，不能插入騎士手錶。
使用未知名的葫蘆啟動腰帶。
使用名為手裏劍鑰匙（原文：/ Shuriken Starter）插入腰帶中心變身。
變身音效為「Dare ja? Ore ja? Ninja! Shinobi Kenzan!」（日文：「誰じゃ？俺じゃ？忍者！シノビ！見参！」；中文：「是誰？我嗎？忍者！忍者！參上！」）
發動必殺技的音效為「Finish Ninpo! 」（日文：「フィニッシュ忍法！」）

### 本作登場怪人

#### 闇忍
原文： / Yami Shinobu
身高：209.5cm
體重：114.0kg
特色 / 能力：闇遁 / 召喚巨大黑蛇等忍術
忍者軍團的暗殺部隊虹蛇（にじのへび）所屬的忍者。
 擅長使用闇遁的戰鬥形態，能召喚出巨大的黑蛇。

### 播放列表
以下時間以當地時間（日本時間）為準
| 話數            | 日本原文標題                    | 播放日期       |
| --------------- | ------------------------------- | -------------- |
| FIRST 忍POW！   | ハッタリの恋はイッポウ通行 の巻 | 2019年 3月31日 |
| NEXT 忍POW！！  | 闇忍の暗殺殺ポウ の巻           | 4月7日         |
| LAST忍POW！！！ | 八ポウ塞がり危機一髪の巻        | 4月14日        |

### 樂曲
「IZANAGI」

## RIDER TIME 假面騎士龍騎

### 本作特色
- 本作為《假面骑士龍騎》本篇的續篇作品，延續TV本篇最終話結局的16年後和《假面騎士ZI-O》EP28和EP29之間，亦與聯動劇場版《假面騎士GEATS×REVICE MOVIE Battle Royale》[注 2]有關聯性。

- 本作為《假面骑士系列》及《平成假面骑士系列》的首部TV本篇續篇作品。

### 故事概要/大綱
故事為TV版結局的16年後，城戶真司等人再被捲入騎士之戰，今次亦不再為神崎兄妹之間的故事，而是被神秘的白衣不明女性帶到鏡世界入面展開新一輪騎士戰爭。
戰鬥！殘存下來的只能一個人！
從放送開始17年
城戶、秋山、手塚、芝浦、淺倉、由良......

### 登場人物
城戶真司（須賀貴匡饰）
假面騎士龍騎的變身者，本作主角。
過去為曾經參與過騎士之戰的其中一人。
失去了過去騎士記憶的城戶真司，某天與其他過去的騎士變身者一同受困在鏡世界之中，雖然失憶了但還會記起之前的變身方式。
似乎在夢中看到某個熟識的人背影（推測為秋山蓮），為此而戰希望回到現實世界找到他。
由於戰至最後一刻，為今次騎士之戰最後獲勝者，再回到現實世界後，與另類龍騎(加納達也)決戰一番，但不敵另類龍騎的力量，反而被擊倒在地，被莊吾及月津所救。
代價為經歷騎士之戰事件後遭受巨大打擊受太大打擊。
其故事前在《假面騎士ZI-O》EP21~EP22有所交待。
秋山蓮（松田悟志饰）
假面騎士夜騎的變身者，本作第二位主角。
過去為曾經參與過騎士之戰的其中一人。
戰爭目的與之前不同，改為尋求阻止騎士之戰的方法，這點似乎受之前城戶而影響。
在回憶記憶後極力阻止鏡像真司（龍牙），後戰敗與真司對決中途，被淺倉威亂入，為免真司受傷以身擋後者攻擊。臨死前勾起以前與真司的種種回憶（TV版）。最後兩人對話談笑間希望能下次再見可能會吵架後再次便化為粒子死亡。
常磐莊吾（奥野壮飾）
假面騎士ZI-O的變身者。
與月津一同救起了被另類龍騎擊敗的戶城真司，也從身上持有的空白手錶變成龍騎手錶，也與月津一同擊敗了另類龍騎及假面騎士奧丁。
明光院月津（押田岳飾）
假面騎士Geiz的變身者，與莊吾一同救起了被另類龍騎擊敗的戶城真司，因五官樣貌被城戶真司誤認為秋山蓮。
也從身上持有的空白手錶變成夜騎手錶，與莊吾一同擊敗了另類龍騎及假面騎士奧丁。
淺倉威（萩野崇饰）
假面騎士王蛇的變身者。
過去為曾經參與過騎士之戰的其中一人。
性格與電視版相同，而且是衆人之中唯一一位沒有忘記之前鏡世界所有記憶。
真司在鏡世界面前的第一位敵人，及後不斷狙擊其他騎士，被吾郎所救和收留後收其為弟子，而且戲稱會留吾郎身邊到最後才殺掉。
最後被夜騎的Final Vent擊中尚存，再與鐵兵戰鬥途中兩敗俱傷，之後更頑強存活至以人間體姿態行刺秋山蓮後再次化為粒子死亡。
由良吾郎（弓削智久饰）演
假面騎士鐵兵第二任的變身者
過去曾經為北岡事務所擔任助手，在新一輪騎士戰爭中拯救了王蛇和淺倉威，後拜其為師。
及後趁王蛇和淺倉傷重時機偷襲後，透露自己早已恢復過去的記憶會繼承北岡律師遺志與王蛇決鬥、為北岡律師復仇而跟隨淺倉。最終繼承北岡遺志與淺倉決鬥，雙雙同歸於盡再次化為粒子死亡。
木村（山口大地饰）
假面騎士妖翠第二任的變身者。
曾經是手塚陣營的人，最後被龍牙襲擊傷重逃離，及後回憶起與真司愉快飲酒的時候，不幸被衆多鏡怪獸包圍慘遭吃掉。（人間體死亡）
手塚海之（高野八誠饰）
假面騎士海鰩的變身者。
過去為曾經參與過騎士之戰的其中一人。
性格與電視版不同。
初期為真司、石田、木村的領隊，常常依靠占卜決定行動方式。
後用計背叛了真司他們奪取了變身卡盒。
與芝浦純建立起同性戀親密關係，後聽取鏡像城戶真司挑撥與芝浦純（假面騎士堅甲）戰鬥，不幸被堅甲的Final Vent重創，最後回復了過去為曾經參與過騎士之戰的記憶，後臨死前碰到真司的同伴木村，說完拜托想見真司一面和交還卡盒，可昔最後來不及只留下要真司"活出自我"這句話便傷重不治後再次化為粒子死亡。
芝浦純（一條俊饰）
假面騎士堅甲的變身者
過去為曾經參與過騎士之戰的其中一人。
性格與電視版相同，初期與石橋、戸塚一同行動着，後與手塚建立起親密同性戀關係。
被手塚(假面騎士海鰩)不信任背離後與之一戰，勝利後尋找手塚之際遇見到鏡像城戶真司(假面騎士龍牙)，與其戰鬥不幸敗北，解除變身後再次化為粒子死亡。
石橋（中島健饰）
假面騎士利刃第二任的變身者。
初期為戸塚、芝蒲純的隊友 最後與手塚和芝浦純進餐之際時被兩人殺死。（人間體死亡）
戸塚（菅原健饰）
假面騎士猛虎第二任的變身者。
初期為石橋、芝蒲純的隊友，最後被王蛇的毒牙爆裂踢攻擊身亡。（變身體死亡)
石田（篠田諒饰）演
假面騎士螺旋第二任的變身者。
常常和真司、木村一同行動着，相信着手塚前輩，向真司和木村面前讚美手塚為人可靠，一度欲想推其為"衆人领隊"，但被木村嘲稱為只是"暫時"而已，惜在手塚(假面騎士海鰩)背叛他們之後不幸被海鰩契約獸吃掉。（人間體死亡）
加納達也（石田隼饰）
另類龍騎的變身者。
之前在車禍中撞傷咲良，後因自責地不斷探望咲良，被其感動，慢慢與咲良發展成戀人關係，及後因為想延長咲良的生命，被"謎之男性"利用變身為另類龍騎而不斷在現實世界殺害其他人類。
與城戶真司對決後知道咲良不在人世後已無心戀戰。
及後被奥丁控制再次犯暴化，被莊吾（假面騎士時王/ZI-O）打敗回復原狀。
咲良（浦麻友饰)
謎之白衣女性，似乎與達也有着相反立場，急於集结過去在镜世界戰鬥的人在展開新一輪的騎士戰爭，並且說出最後取回所有記憶的方式是在7天内勝利。
最後把自身的所有生命给了城戶真司，哀求他阻止加納達也。（在現實世界中死亡）
鏡像城戶真司（須賀貴匡饰）
假面騎士龍牙的變身者。
僅存在於鏡世界中的城戶真司，實力特強。
企圖與正牌城戶真司合而為一成為最強存在，一度控制城戶真司。
原為真司的黑暗人格，最後攻擊秋山蓮中途被體内城戶真司反控，暫時消失。
其故事前在《假面騎士ZI-O》EP21~EP22有所交待。
上班族男性（富永研司）饰演，配音：（坂井易直）
假面騎士深淵的變身者。
是第一位退場的騎士
與夜騎戰鬥不敵對方Final Vent陣亡。
謎之男性配音（小山剛志配音）
假面騎士奥丁的變身者。
操作一切計劃的幕後黑手，被莊吾和月津合力使用龍騎、並同時擁有「無限」、「疾風」、「烈火」三張生存卡，在現實世界中被時王和蓋兹合力使用龍騎、夜騎騎士錶頭(Ride Watch)的必殺技擊敗。
最後被打敗後說出"優衣"二字便消失。
小川恵里（つぶらまひる饰）
秋山蓮的伴侶，並沒有實際在本劇登場，只在秋山蓮口中提及。

### 本作登場騎士

#### 假面騎士ZI-O
變身者：常磐莊吾（替身演員：高岩成二、CV：奧野壯）
原文： / Kamen Rider ZI-O

##### Armor（Decade裝甲）
| 形態名稱                              | 簡介 | 外觀                                                                                                 | 能力                             | 必殺技 |
| DecadeArmor Ryuki Form Decade裝甲 龍騎 形態 | 原文： 使用Ryuki Ride Watch插入插槽左側的形態 身高：200.0cm 體重：106.4kg 拳擊力：23.5t 踢擊力：48.3t 跳躍力：52.7m 行動速度：100m / 3.5秒 | 全身以黑、紅色為主，臉部為假面騎士龍騎生存型態的樣貌，右肩的字為リュウキ，胸口至左肩的字為サバイブ。 | 擁有假面騎士龍騎生存型態的力量。 |        |

### 本作登場怪人

#### 異類騎士（Another Rider）
| 日本原文名字 | 中文名字 | 英文名字      | 出場話數                                                                    | 契約者              | 時劫者/假面骑士/其他 | 對應西          | 身高    | 體重   | 特色 / 能力                    | 襲擊目標 | 備註                                 |
| ------------ | -------- | ------------- | --------------------------------------------------------------------------- | ------------------- | -------------------- | --------------- | ------- | ------ | ------------------------------ | -------- | ------------------------------------ |
|              | 另類龍騎 | Another Ryuki | RIDER TIME 龍騎、43、RIDER TIME 假面騎士DECADE VS ZI-O / DECADE館的死亡遊戲 | 加納達也 （2019年） | 假面骑士奧丁         | 2002年 ↓ 2019年 | 190.0cm | 90.0kg | 近戰攻擊／左手龍頭可噴出火炎。 | 一般百姓 | 擁有假面騎士龍騎的戰力、技能的怪人。 |

### 本作登場道具

#### 騎士手錶（Ride Watch）
| 英文名稱 | 日文名稱 | 中文名稱 | 所屬年份 | 能力                                                  | 備註 |
| -------- | -------- | -------- | -------- | ----------------------------------------------------- | --- |
| Ryuki    | 龍騎     | 龍騎     | 2002     | 轉換形態成RyukiArmor。 可使用《假面騎士龍騎》的力量。 | ZI-O眼部的字眼為「リュウキ」，Geiz為「りゅうき」。 啓動音效為「Ryuki！」「Kagami no Sekai de Rider Battle! Akai Dragon Rider wa... Ryuki da!」 （日文：「龍騎！」「鏡の世界でライダーバトル！赤いドラゴンライダーは... 龍騎だ！」；中文：「龍騎！」「鏡世界的騎士大戰！赤龍騎士是... 龍騎！」） Armor Time的變身音效為「Advent! Ryuki!」（日文：「アドベント！龍騎！」；中文：「降臨！龍騎！」） 發動必殺技的音效前綴為「Final」（日文：「ファイナル」） 在本作中，由莊吾身上持有的空白手錶轉換成為龍騎騎士手錶。配搭「Decade」騎士手錶使用可變身成龍騎的強化形態Ryuki Survive。 |

#### 異類手錶（Another Watch）
| 英文名稱      | 日文名稱     | 中文名稱 | 能力             | 備註                                             |
| ------------- | ------------ | -------- | ---------------- | ------------------------------------------------ |
| Another Ryuki | アナザー龍騎 | 另類龍騎 | 變身成另類龍騎。 | 在本作中，解釋為假面騎士奧丁製作出來的另類手錶。 |

### 播放列表
以下時間以當地時間（日本時間）為準
| 話數      | 英語標題            | 中文標題 | 播放日期       |
| --------- | ------------------- | -------- | -------------- |
| EPISODE 1 | Advent Again        | 再臨     | 2019年 3月31日 |
| EPISODE 2 | Another Alternative | 另類     | 4月7日         |
| EPISODE 3 | Alive A Life        | 延續     | 4月14日        |

### 樂曲
「Go!Now! 〜Alive A life neo〜」

## RIDER TIME 假面騎士ZI-O VS Decade / 7人的ZI-O！

### 本作特色
- 本作品的時間點位於《假面騎士ZI-O》外傳《假面騎士ZI-O NEXT TIME Geiz Majesty》的1個月後（2018年10月）的故事。
- 本作品的時間點位於前篇《RIDER TIME 假面騎士Decade VS ZI-O / Decade館的死亡遊戲》的2年後（2021年2月）的故事。

### 登場人物
常磐莊吾（奥野壯飾）
假面騎士ZI-O的變身者。
本作中出現位在不同次元的莊吾。
光之森高等學校高中三年級的常磐莊吾
簡稱莊吾A。為了逃避烏爾的告白而扮裝成莊吾C。最後變身成Decade裝甲 聖刃 形態擊敗逢魔ZI-O。
花園學園高中三年級的常磐莊吾
戴著棒球帽的莊吾。簡稱莊吾B。最後因選舉中莊吾A得到唯一的一票而自行棄權，時空回復後與米莎一同離開。
三澤高等學校高中三年級的常磐莊吾
帶著眼鏡，講關西腔的莊吾。簡稱莊吾C。為了幫助莊吾A逃避告白而扮裝成莊吾A，與莊吾A對決時被門矢士消滅。
日立學園高中三年級的常磐莊吾
帶著棒球棒的莊吾。簡稱莊吾D。與門矢士對決時被其消滅。
室井高等學校高中三年級的常磐莊吾
帶著泰迪熊的莊吾。簡稱莊吾E。被逢魔ZI-O消滅。
門矢士（井上正大飾）
假面騎士Decade的變身者。
為了打敗會成為逢魔ZI-O的真正莊吾而向所有莊吾宣戰。
登場後將不知何校的莊吾消滅，到光之森高等學校後趁莊吾A和莊吾C對決時亂入將莊吾C消滅，宣戰後與莊吾D對決並將其消滅。
其後與莊吾A一同戰鬥並變身成為假面騎士Decade 完全型態 21中，卻被逢魔ZI-O擊敗。在倒下前將從機械人莊吾獲得的聖刃騎士手錶交給莊吾A。最後化為光消失。
明光院景都（押田岳飾） 
假面騎士Geiz的變身者。
月讀有日菜（大幡詩繪理飾） 
假面騎士月讀的變身者。
光之森高等學校的學生會長。
沃茲（渡邊圭祐飾）
斯瓦魯茲（兼崎健太郎飾）
另類Decade的變身者。
光之森高等學校的老師。時空回復後與歐拉離開這個時空。
烏爾（板垣李光人飾）
光之森高等學校的學生。為了保護莊吾而被逢魔ZI-O擊敗，時空回復後下落不明。
歐拉（紺野彩夏飾）
光之森高等學校的學生。在混亂中回復原本作為時劫者的力量和記憶，時空回復後與斯瓦魯茲離開這個時空。
久遠米莎（武田玲奈飾）
花園學園的莊吾的戀人。為了讓自己的戀人成為世上唯一的莊吾而與莊吾C串通除掉莊吾A，時空回復後與莊吾B一同離開。
山田五郎（田中穂先飾）
光之森高等學校的學生。在混亂中給予莊吾A一票，也是選舉中唯一的一票。
少年（伊藤駿太飾，小山力也聲）
逢魔ZI-O的變身者。
月讀遇見的失憶少年。真實身分為真正的莊吾，也是第七位莊吾，因消耗不少力量而衰退成小孩的模樣。
為了尋找最優秀的莊吾而集合全部次元的莊吾，並打算與最後的莊吾合二為一，最後被莊吾擊敗。

### 本作登場騎士

#### 假面騎士ZI-O
變身者：常磐莊吾（替身演員：高岩成二、CV：奧野壯）
原文： / Kamen Rider ZI-O

##### Armor（Decade裝甲）
| 形態名稱                              | 簡介 | 外觀 | 能力                                  | 必殺技 |
| Armor Saber Form Decade裝甲 聖刃 形態 | 原文： 使用Saber Ride Watch插入插槽左側的形態 身高：200.0cm 體重：kg 拳擊力：t 踢擊力：t 跳躍力：m 行動速度：100m / 秒 | 全身以黑、白、品紅色為主，臉部為假面騎士聖刃 勇猛戰龍形態的樣貌，右肩的字為セイバー，胸口至左肩的字為ブレイブドラゴン。 | 擁有假面騎士聖刃 勇猛戰龍形態的力量。 | Kamen Rider Final Attack Time Break 原文： 該型態所屬的必殺技，名稱呼應假面騎士Decade的技能卡組Final Attack Ride。使出原作勇猛戰龍形態的必殺技火炎十字斬。 |

#### 假面騎士Decade（NeoDecade驅動器版）
變身者：門矢士（替身演員：中田裕士、CV：井上正大）
原文： / Kamen Rider Decade（NeoDecadriver Ver.）
| 形態名稱                     | 簡介   | 外觀 | 能力 | 必殺技 |
| Complete Form 21 完全型態 21 | 原文： | 全身以黑色、銀色和品紅色為主。 胸前、左肩和右肩貼有Kuuga至ZI-O最終形態的騎士卡片，頭的位置則放有Decade Complete Form和ZERO-TWO的卡片。 披風上掛有全騎士卡牌（不包含最終形態）。 |      | Dimension Kick 原文： Final Attack Ride De.. Decade正前方會出現四圈騎士卡片，然後穿過卡片攻擊（騎士踢）。 Dimension Shoot 原文： Final Attack Ride Di..Diend 射擊並橫掃面前所有目標。 |

### 本作登場怪人

#### Another Rider
| 日本原文名字 | 中文名字   | 英文名字 | 契約者                               | 時劫者/假面骑士/其他                 | 對應西                               | 身高                                 | 體重                                 | 特色 / 能力                          | 襲擊目標                             | 備註                                 |
| ------------ | ---------- | -------- | ------------------------------------ | ------------------------------------ | ------------------------------------ | ------------------------------------ | ------------------------------------ | ------------------------------------ | ------------------------------------ | ------------------------------------ |
|              | 另類Decade | Another  | 更多 ： 假面騎士ZI-O § Another Rider | 更多 ： 假面騎士ZI-O § Another Rider | 更多 ： 假面騎士ZI-O § Another Rider | 更多 ： 假面騎士ZI-O § Another Rider | 更多 ： 假面騎士ZI-O § Another Rider | 更多 ： 假面騎士ZI-O § Another Rider | 更多 ： 假面騎士ZI-O § Another Rider | 更多 ： 假面騎士ZI-O § Another Rider |

### 本作登場道具

#### 變身道具
- K-Touch 21

原文：
假面騎士Decade變身成完美型態 21的道具。

#### 騎士手錶（Ride Watch）
| 英文名稱 | 日文名稱 | 中文名稱 | 所屬年份 | 能力                                                                            | 備註 |
| -------- | -------- | -------- | -------- | ------------------------------------------------------------------------------- | ---- |
| Saber    | セイバー | 聖刃     | 2020     | 搭配Decade騎士手錶轉換形態成DecadeArmor Saber Form。 可使用假面騎士聖刃的力量。 |      |

#### 另類手錶（Another Watch）
| 英文名稱 | 日文名稱           | 中文名稱   | 能力                                | 備註                                |
| -------- | ------------------ | ---------- | ----------------------------------- | ----------------------------------- |
| Another  | アナザーディケイド | 另類Decade | 更多 ： 假面騎士ZI-O § 另類手錶一覽 | 更多 ： 假面騎士ZI-O § 另類手錶一覽 |

### 播放列表
以下時間以當地時間（日本時間）為準
| 話數          | 日本原文標題 | 中文標題   | 播放日期      |
| ------------- | ------------ | ---------- | ------------- |
| Chapter 1     |              | 漂流學園   | 2021年 2月9日 |
| Chapter 2     |              | 戰爭前夜   | 2月14日       |
| Final Chapter |              | 最後的莊吾 | 2月21日       |

### 樂曲
「INSIDE-OUT ZI-O ver.」

## RIDER TIME 假面騎士Decade VS ZI-O / Decade館的死亡遊戲

### 本作特色
- 本作品的時間點位於續篇《RIDER TIME 假面騎士ZI-O VS Decade / 7人的ZI-O！》的2年前（2019年）的故事。

### 登場人物
門矢士（井上正大飾）
假面騎士Decade的變身者。
為了尋找真正的莊吾而進到這時空夾縫的入口。
常磐莊吾（奥野壯飾）
假面騎士ZI-O的變身者。
光之森高等學校籃球社的學生。其真實身分為機器人。
小野寺雄介（村井良大飾）
非與門矢士一同旅行的雄介，遊戲中的殺人魔，最後因無法成為真正莊吾的替身而被逢魔ZI-O所殺。
逢魔ZI-O（小山力也聲）
力量用盡而被困在時空夾縫中。
斯瓦魯茲（兼崎健太郎飾）
律師。第四場遊戲中被人用利器暗殺的第五位犧牲者，死前說出想吃毒饅頭的遺言。
烏爾（板垣李光人飾）
IT公司社長的兒子。其真實身分為宇宙忍者。
歐拉（紺野彩夏飾）
演員。最後一場遊戲中被另類龍騎殺死。
久遠米莎（武田玲奈飾）
講話關西腔的女高中生。在第三場遊戲中自有打算而選擇自我犧牲的第四位犧牲者。其真實身分為幽靈。
黑道風的男人（波岡一喜飾）
不參加遊戲而在第一場被淘汰的第一位犧牲者。
主婦（吉田メタル飾）
第二場遊戲中被淘汰的第二位犧牲者。
老爺（モロ師岡飾）
有錢的老人。第二場遊戲最後被人用利器暗殺的第三位犧牲者。
假面男 / 鳴瀧（奧田達士飾）
為了恢復被關在時空縫隙的逢魔ZI-O的力量而多次舉辦遊戲來尋找真正的莊吾的替身作為祭品，但完全失敗。
由於不想再伺候真正的莊吾而將門矢士引導至此來結束遊戲。

### 本作登場怪人

#### Another Rider
| 日本原文名字 | 中文名字 | 英文名字      | 契約者                                                         | 時劫者/假面骑士/其他                                           | 對應西                                                         | 身高                                                           | 體重                                                           | 特色 / 能力                                                    | 襲擊目標                                                       | 備註                                                           |
| ------------ | -------- | ------------- | -------------------------------------------------------------- | -------------------------------------------------------------- | -------------------------------------------------------------- | -------------------------------------------------------------- | -------------------------------------------------------------- | -------------------------------------------------------------- | -------------------------------------------------------------- | -------------------------------------------------------------- |
|              | 另類龍騎 | Another Ryuki | 更多 ： 假面騎士ZI-O 外傳 RIDER TIME § RIDER TIME 假面騎士龍騎 | 更多 ： 假面騎士ZI-O 外傳 RIDER TIME § RIDER TIME 假面騎士龍騎 | 更多 ： 假面騎士ZI-O 外傳 RIDER TIME § RIDER TIME 假面騎士龍騎 | 更多 ： 假面騎士ZI-O 外傳 RIDER TIME § RIDER TIME 假面騎士龍騎 | 更多 ： 假面騎士ZI-O 外傳 RIDER TIME § RIDER TIME 假面騎士龍騎 | 更多 ： 假面騎士ZI-O 外傳 RIDER TIME § RIDER TIME 假面騎士龍騎 | 更多 ： 假面騎士ZI-O 外傳 RIDER TIME § RIDER TIME 假面騎士龍騎 | 更多 ： 假面騎士ZI-O 外傳 RIDER TIME § RIDER TIME 假面騎士龍騎 |

### 本作登場道具

#### 騎士手錶（Ride Watch）
| 英文名稱 | 日文名稱 | 中文名稱 | 所屬年份 | 能力                                                                                   | 備註                                                                                   |
| -------- | -------- | -------- | -------- | -------------------------------------------------------------------------------------- | -------------------------------------------------------------------------------------- |
| Saber    | セイバー | 聖刃     | 2020     | 更多 ： 假面騎士ZI-O 外傳 RIDER TIME § RIDER TIME 假面騎士ZI-O VS Decade / 7人的ZI-O！ | 更多 ： 假面騎士ZI-O 外傳 RIDER TIME § RIDER TIME 假面騎士ZI-O VS Decade / 7人的ZI-O！ |

### 播放列表
以下時間以當地時間（日本時間）為準
| 話數          | 英語標題        | 播放日期      |
| ------------- | --------------- | ------------- |
| Chapter 1     | The FIRST Stage | 2021年 2月9日 |
| Chapter 2     | The NEXT Stage  | 2月14日       |
| Final Chapter | The FINAL Stage | 2月21日       |

### 樂曲
「INSIDE-OUT DECADE ver.」

## 製作人員
- 原作 - 石之森章太郎